# Верх-Кажа
Верх-Кажа́ (рос. Верх-Кажа) — село у складі Красногорського району Алтайського краю, Росія. Входить до складу Красногорської сільської ради.

## Населення
Населення — 74 особи (2010; 171 у 2002).
Національний склад (станом на 2002 рік):
- росіяни — 96 %